# 강릉 보현사 낭원대사탑비
강릉 보현사 낭원대사탑비(江陵 普賢寺 朗圓大師塔碑)는 대한민국 강원특별자치도 강릉시, 보현사 사찰에 있는 고려시대의 비석이다. 1963년 1월 21일 대한민국의 보물 제192호로 지정되었다.

## 개요
보현사에 남아 있는 낭원대사(834∼930)의 탑비로, 대사의 출생에서부터 경애왕이 대사의 덕을 기려 국사로 예우한 사실 및 입적하기까지의 그의 행적이 실려 있다. 대사가 96세로 입적하자 왕은 '낭원'이라는 시호와 '오진'이라는 탑이름을 내리었다.
비는 거북받침돌 위로 비몸을 세우고 머릿돌을 올린 모습이다. 용의 머리를 갖춘 거북받침돌은 등에 6각의 벌집 모양이 채워져 있고, 중앙에는 구름무늬로 장식한 높은 비좌(碑座:비를 꽂아두는 부분)가 마련되어 있다. 머릿돌은 밑면에 연꽃을 새기고 그 위로 여의주를 다투는 두 마리의 용을 힘차게 조각해 놓았다. 꼭대기에는 석탑에서처럼 복발(覆鉢:엎어놓은 그릇모양의 장식)과 1단의 보륜(寶輪:바퀴모양의 장식)을 갖추고, 화염에 싸인 보주(寶珠:연꽃봉오리모양의 장식)를 얹고 있어 특이한 모습이다.
대사가 입적한 지 10년 뒤인 고려 태조 23년(940) 세워진 비로, 비문은 당대의 문장가인 최언위가 짓고, 서예가인 구족달(仇足達)이 글씨를 썼다.

## 같이 보기
- 강릉 보현사 낭원대사탑 - 보물 제191호

## 참고 자료
- 강릉 보현사 낭원대사탑비 - 국가유산청 국가유산포털